# Liste kapverdisch-portugiesischer Städte- und Gemeindepartnerschaften
Diese Liste kapverdisch-portugiesischer Städte- und Gemeindepartnerschaften führt die Städte- und Gemeindefreundschaften zwischen den Ländern Kap Verde und Portugal auf.
Trotz des vergleichsweise kleinen Staatsgebietes Kap Verdes bestehen hier 108 Gemeindepartnerschaften mit portugiesischen Kommunen oder werden angebahnt (Stand 2018). Sie sind ein Zeichen der engen kapverdisch-portugiesischen  Beziehungen seit der tiefgreifenden Neuausrichtung der portugiesischen Außenpolitik nach der Nelkenrevolution 1974 und der folgenden Unabhängigkeit Kap Verdes 1975. So gehen etwa die zahlreichen Partnerschaften portugiesischer Kommunen mit dem kapverdischen Ort Tarrafal auf das dortige politische Gefängnis Campo do Tarrafal zurück, ein Konzentrationslager, das als zentrales politisches Gefängnis der autoritären Estado Novo-Diktatur des kolonialen Portugals diente. Die Kapverdischen Inseln waren seit ihrer Entdeckung und Besiedlung durch Portugal Mitte des 15. Jahrhunderts eine portugiesische Kolonie.
Die Partnerschaften bestehen auf verschiedenen Ebenen, so zwischen Kreisen (Concelhos), Gemeinden (Freguesias), einzelnen Orten oder auch Kommunalverbänden. Die erste kapverdisch-portugiesische Städtefreundschaft gingen 1983 die beiden Hauptstädte Praia und Lissabon ein.

## Liste der Städtepartnerschaften und -freundschaften
| Portugiesischer Ort        | Kapverdischer Ort                  | Seit      | Anmerkung                                               |
| -------------------------- | ---------------------------------- | --------- | ------------------------------------------------------- |
| Abrantes                   | São Nicolau                        | 1998      |                                                         |
| Abrantes                   | Ribeira Brava                      | 1998      |                                                         |
| Alandroal                  | Santa Cruz                         | ungenannt |                                                         |
| Albufeira                  | Sal                                | 1997      |                                                         |
| Alcanena                   | Sal                                | ungenannt |                                                         |
| Alfândega da Fé            | Santa Cruz                         | 2001      |                                                         |
| Aljezur                    | Boa Vista                          | 2004      |                                                         |
| Almada                     | Sal                                | 1999      |                                                         |
| Almodôvar                  | Paúl                               | 1990      |                                                         |
| Amadora                    | Tarrafal                           | 1989      | 2008 zusätzliches Kooperationsabkommen                  |
| Anadia                     | Boa Vista                          |           |                                                         |
| Anadia                     | São Lourenço dos Órgãos            | 2008      |                                                         |
| Angra do Heroísmo          | São Vicente                        | 2003      |                                                         |
| Angra do Heroísmo          | Porto Novo                         | 2011      |                                                         |
| Arraiolos                  | Maio                               | ungenannt |                                                         |
| Aveiro                     | Santa Cruz                         | 1993      |                                                         |
| Azambuja                   | Mosteiros                          | 1994      |                                                         |
| Barcelos                   | São Domingos                       | 1997      |                                                         |
| Belmonte                   | Espargos                           | ungenannt |                                                         |
| Benavente                  | Paúl                               | 1997      |                                                         |
| Braga                      | São Nicolau                        | ungenannt |                                                         |
| Cabeceiras de Basto        | Boa Vista                          | 2009      |                                                         |
| Cartaxo                    | Brava                              | 1994      |                                                         |
| Cascais                    | Sal                                | 1993      |                                                         |
| Cinfães                    | São Filipe                         | 2008      |                                                         |
| Coimbra                    | Mindelo                            | 1994      |                                                         |
| Covilhã                    | Praia                              | 2008      |                                                         |
| Entroncamento              | Mosteiros                          | 1997      |                                                         |
| Espinho                    | São Filipe                         | ungenannt |                                                         |
| Esposende                  | São Domingos                       | 1997      |                                                         |
| Estarreja                  | Porto Novo                         | 1993      |                                                         |
| Faro                       | Praia                              | 1997      |                                                         |
| Felgueiras                 | Boa Vista                          | 1996      |                                                         |
| Felgueiras                 | São Vicente                        | 1998      |                                                         |
| Figueira da Foz            | Praia                              | 1991      |                                                         |
| Funchal                    | Praia                              | 2003      |                                                         |
| Fundão                     | Tarrafal                           | 2006      |                                                         |
| Gavião                     | Pombas                             | 2006      |                                                         |
| Golegã                     | Cidade Velha                       | ungenannt |                                                         |
| Gondomar                   | Praia                              | 2001      |                                                         |
| Grândola                   | Tarrafal                           | 2004      | 2008 zusätzliches Kooperationsabkommen                  |
| Guimarães                  | Cidade Velha                       | 2007      | beide UNESCO-Welterbe                                   |
| Lagoa                      | Tarrafal                           |           | seit 1998 in Anbahnung                                  |
| Lagoa                      | Santa Cruz                         | 2013      |                                                         |
| Lagoa                      | São Domingos                       | 1997      |                                                         |
| Lagos                      | Cidade Velha                       | 2006      | Kooperationsabkommen                                    |
| Lagos                      | Calheta de São Miguel              | 2006      | Kooperationsabkommen                                    |
| Leiria                     | São Filipe                         | 1994      |                                                         |
| Lissabon                   | Praia                              | 1983      |                                                         |
| Lissabon                   | Santa Catarina                     | 1997      | Kooperationsabkommen                                    |
| Loulé                      | Boa Vista                          | 1999      |                                                         |
| Loures                     | Maio                               | 1993      |                                                         |
| Lourinhã                   | Sal                                | 2006      |                                                         |
| Macedo de Cavaleiros       | Sal                                | 2008      |                                                         |
| Mafra                      | São Vicente                        | 1999      |                                                         |
| Maia                       | São Nicolau                        | 1998      | Kooperationsabkommen                                    |
| Marinha Grande             | Tarrafal                           | 2008      | im gleichen Jahr auch zusätzliches Kooperationsabkommen |
| Matosinhos                 | São Filipe                         | 1992      |                                                         |
| Miranda do Corvo           | Santa Catarina do Fogo             | 2008      |                                                         |
| Moita                      | Tarrafal                           | 1996      | 2008 zusätzliches Kooperationsabkommen                  |
| Montemor-o-Novo            | Tarrafal                           | 2008      | Kooperationsabkommen                                    |
| Montijo                    | São Filipe                         | 1997      |                                                         |
| Montijo                    | Tarrafal                           | 2010      |                                                         |
| Montijo                    | Santa Catarina                     | 2010      |                                                         |
| Nisa                       | Tarrafal                           | 2008      | Kooperationsabkommen                                    |
| Odivelas                   | Paul                               | 2011      |                                                         |
| Odivelas                   | Ribeira Grande de Santiago         | 1988      |                                                         |
| Oeiras                     | Mindelo                            | 1988      |                                                         |
| Oeiras                     | Sal                                | 2007      |                                                         |
| Oeiras                     | Praia                              | 2008      |                                                         |
| Oeiras                     | São Vicente                        | 1988      |                                                         |
| Ourém                      | São Filipe                         | 1999      |                                                         |
| Ovar                       | São Nicolau                        | 1998      |                                                         |
| Palmela                    | São Filipe                         | 1996      |                                                         |
| Palmela                    | Praia                              | 2002      | Kooperationsabkommen                                    |
| Ponta Delgada              | Praia                              | 2008      |                                                         |
| Ponta do Sol               | Ribeira Grande                     | ungenannt |                                                         |
| Portalegre                 | São Vicente                        | 1997      |                                                         |
| Portimão                   | São Vicente                        | 1998      |                                                         |
| Porto                      | Mindelo                            | 1992      |                                                         |
| Porto                      | Boa Vista                          | 2005      | Kooperationsabkommen                                    |
| Resende                    | Boa Vista                          | ungenannt |                                                         |
| Ribeira Grande             | Santo Antão                        | ungenannt |                                                         |
| Ribeira Grande             | Cidade Velha                       | ungenannt |                                                         |
| Santa Cruz                 | Mindelo                            | 2003      |                                                         |
| Santarém                   | Brava                              | 1995      |                                                         |
| São Brás de Alportel       | São Miguel                         | 2016      | Kooperationsabkommen                                    |
| São João da Madeira        | Maio                               | 1996      |                                                         |
| Seixal                     | Boa Vista                          | 1990      |                                                         |
| Sernancelhe                | Paúl                               |           | seit 1997 in Anbahnung                                  |
| Serpa                      | Brava                              | 1997      |                                                         |
| Sesimbra                   | São Filipe                         | 1994      |                                                         |
| Setúbal                    | Tarrafal                           | 2001      | Kooperationsabkommen, 2008 erweitert                    |
| Sines                      | Santa Cruz                         | 1993      |                                                         |
| Sintra                     | Vila Nova Sintra                   | 1995      |                                                         |
| Tavira                     | Porto Novo                         | 2005      |                                                         |
| Tondela                    | Praia                              |           | seit 1998 in Anbahnung                                  |
| Torres Novas               | Ribeira Grande                     | 1997      |                                                         |
| Trancoso                   | Cidade Velha                       | ungenannt |                                                         |
| Trofa                      | Santa Catarina                     | 2008      |                                                         |
| Vagos                      | São Vicente                        | 1992      |                                                         |
| Velas                      | Sal                                | 1992      |                                                         |
| Viana do Castelo           | Verbund der Kreise von Santo Antão | 1998      |                                                         |
| Vila Franca de Xira        | Santa Catarina                     | 1987      |                                                         |
| Vila Nova da Barquinha     | Santa Catarina do Fogo             | 2008      |                                                         |
| Vila Nova de Famalicão     | São Vicente                        | 2000      |                                                         |
| Vila Nova de Poiares       | Maio                               |           | seit 1998 in Anbahnung                                  |
| Vila Real de Santo António | Tarrafal                           | 2008      | Kooperationsabkommen                                    |
| Viseu                      | São Filipe                         | 1994      |                                                         |